# Misael Escuti
Misael Escuti (20 de dezembro de 1926 - 3 de janeiro de 2005) foi um futebolista chileno que atuava como goleiro. Ele competiu na Copa do Mundo FIFA de 1962, sediada no Chile.